# Aeque principaliter
Aeque principaliter (łac. jednakowo ważny, równy w statusie) – określenie używane w prawie kanonicznym Kościoła katolickiego. Oznacza równość dwu lub więcej jednostek terytorialnych w administracji kościelnej (zazwyczaj diecezji), które na skutek różnych czynników zostają ze sobą połączone, tworząc de facto jeden nowy organizm. Termin ten stosowano, aby podkreślić, że żadna z jednostek wchodzących w skład nowej nie jest mniej ważna lub podległa. Łączenie diecezji i tworzenie unii personalnych jest wyłączną prerogatywą papieża. 
W praktyce nazwę nowo powstałej jednostki zapisuje się z użyciem spójnika i (et), a nie za pomocą łącznika, np. archidiecezja gnieźnieńska i poznańska (Archidioecesis Gnesnensis et Posnanensis). Zapis nazwy diecezji z łącznikiem oznacza podkreślenie dwóch istotnych ośrodków sakralnych w diecezji, np. diecezja zielonogórsko-gorzowska, diecezja zamojsko-lubaczowska, diecezja bielsko-żywiecka. 

## Przykłady
- Archidiecezja gnieźnieńska złączona z diecezją poznańską (1821–1948)[1],
- Archidiecezja Ravenna złączona z diecezją Cervia (1947–1986)[2],
- Archidiecezja pampeluńska złączona z diecezją Tudela (1851 do dziś)[3].